# Saint-Pierre-d'Aubézies
Saint-Pierre-d'Aubézies é uma comuna francesa na região administrativa de Occitânia, no departamento de Gers. Estende-se por uma área de 8,42 km². Em 2010 a comuna tinha 64 habitantes (densidade: 7,6 hab./km²).